# Barnard (Misuri)
Barnard es una ciudad ubicada en el condado de Nodaway en el estado estadounidense de Misuri. En el Censo de 2010 tenía una población de 221 habitantes y una densidad poblacional de 565,09 personas por km².

## Geografía
Barnard se encuentra ubicada en las coordenadas 40°10′31″N 94°49′23″O / 40.17528, -94.82306. Según la Oficina del Censo de los Estados Unidos, Barnard tiene una superficie total de 0.39 km², de la cual 0.39 km² corresponden a tierra firme y (0%) 0 km² es agua.

## Demografía
Según el censo de 2010, había 221 personas residiendo en Barnard. La densidad de población era de 565,09 hab./km². De los 221 habitantes, Barnard estaba compuesto por el 99.55% blancos, el 0.45% eran afroamericanos, el 0% eran amerindios, el 0% eran asiáticos, el 0% eran isleños del Pacífico, el 0% eran de otras razas y el 0% pertenecían a dos o más razas. Del total de la población el 1.36% eran hispanos o latinos de cualquier raza.